# Far del Cap de Sant Antoni
El far del cap de Sant Antoni se situa al terme municipal de Xàbia, a la Marina Alta.
Anteriorment al mateix lloc hi havia una torre de guaita per a defensa de les incursions pirates. Prop d'aquí es va construir al segle xiv l'ermita de Sant Antoni, ja desapareguda, que va donar nom al cap.